# Ведьмак (Сапковский)
Ведьмаки в одноимённом цикле Сапковского — особая категория наёмников, специализирующаяся на истреблении всевозможных монстров и чудовищ. С целью повышения боевых способностей все кандидаты подвергаются суровым тренировкам и специальным мутациям, которые существенно повышают их боевые способности.

## Общее описание
Ведьмак. Некоторыми ведьмином прозываемый. Вызывать его оченно опасно; только тогда надобно, когда супротив чудищев и поганцев разных ничего поделать уже нельзя, ведьмак справится. Однако ж следить надыть, чтобы к ведьмаку не прикасаться, ибо от оного запаршиветь можно. И девок от него прятать, потому ведьмак охоч до них сверх меры. И хоча он весьма до злата жаден, не давать ему больше как за утопца серебряный грош либо полтора; за котолака — два серебряных гроша; за вампира — четыре серебряных гроша.
— Последнее желание, Край Света IV

Воистину, нет ничего более отвратного, нежели монстры оные, натуре противные, ведьмаками именуемые, ибо суть они плоды мерзопакостного волшебства и диавольства. Это есть мерзавцы без достоинства, совести и чести, истинные исчадия адовы, токмо к убиениям приспособленные.
— Монструм, или Ведьмака описание
Ведьмаки были созданы чародеем Косимо Маласпина и его учеником Альзуром, для борьбы с огромным количеством разнообразных чудовищ, появлявшихся, в том числе, в ходе магических экспериментов с мутациями.
Ведьмаки в самом базовом смысле — наёмники, специализирующиеся на уничтожении чудовищ и сверхъестественных существ, а также снятии порчи, проклятий. Каждый ведьмак с раннего возраста проходит специфическую подготовку, которая включает тяжёлые тренировки, упражнения в ловкости и фехтовании, изучение магических Знаков, а также подвергаются мутации, наделяющей их особыми способностями, необходимыми для борьбы со сверхъестественным. Из тех единиц, которые смогли пройти подготовку, получаются неординарные бойцы. Считается, что каждый ведьмак неотступно следует некому «кодексу» — своду нерушимых правил. В частности ведьмакам запрещено убивать людей за деньги, разглашать секреты профессии и т. д. Тем не менее, в романе «Последнее желание», упоминается, что на самом деле никакого кодекса не существует. Это выдумка, которой очень удобно прикрываться, для отказа от неугодного действия. С другой стороны — большинство ведьмаков разрабатывают свои собственные своды правил, которым следуют в своих странствиях, некоторые из которых (выплата гонорара лишь по завершении заказа, запрет на бои с другими ведьмаками и запрет на охоту на людей) впрочем весьма распространены.

## Подготовка ведьмаков
Ввиду того, что все ведьмаки — бесплодны, своих неофитов они вербуют из детей-сирот, или, что намного чаще, забирая детей по Праву Предназначения. При этом далеко не всегда родители готовы отдать своих детей добровольно, несмотря на договорённость и окружающий ведьмаков мистический ореол.
Подготовка ведьмака проходит в три этапа:
1. Первый этап состоит из тренировок и специальной диеты, включающей известные лишь ведьмакам особенные грибы и травы, чрезвычайно улучшающие метаболизм и ускоряющие набор мышечной массы.
2. Второй этап — Испытание Травами. Испытание Травами является одним из самых распространённых мифов о ведьмаках. Испытание предполагает введение в организм специфических эликсиров под постоянным магическим контролем, которые радикально изменяют человеческий метаболизм, гормональную и нервную систему. Испытание Травами — крайне опасный процесс, из десяти подвергнутых ему в среднем выживает трое, максимум четверо.
3. Третий этап — Трансмутация. Он включает ещё более радикальные изменения, одним из таких (побочных) изменений стало появление у Геральта белых (седых) волос. Также в этот этап входит мутация глаз. При этом, зрачки становятся вертикальными и появляется возможность видеть в кромешной темноте.

После нападения на Каэр Морхен армией фанатиков и уничтожения большей части присутствовавших там ведьмаков, обучение ведьмаков больше не производится в связи с утратой знаний, необходимых для проведения мутаций (погибли все, обладавшие знаниями о мутациях, фактически даже Весемир, старейший из уцелевших, был только учителем фехтования и монстрологии и не имел знаний, позволявших создавать новых ведьмаков). К тому же в результате мутаций все ведьмаки бесплодны, о чём рассказал королеве Цинтры Геральт. Цирилла Фиона Элен Рианнон стала единственным ребёнком, который, не будучи подвергнут мутациям, всё же заслужила право называться ведьмаком — но её сверхспособности (скорость движений, реакция и другие), по большому счёту, основываются на её изначальной генетической принадлежности к ветви древних эльфийских Ведунов (Знающих) и мощной магической ауре (Цири — девушка-Исток, истинный потомок Лары Доррен аэп Шиадаль, Aen Saevherne, одной из сильнейших эльфийских чародеек своего времени). Кроме того, Цири, возможно, является единственным официально признанным ведьмаком женского пола, поскольку во вселенной Анджея Сапковского о других женщинах-ведьмаках нет ни единого упоминания, даже мысль о подобном в «Мече Предназначения» показалась Геральту безумием, а все тренировки, которые проходила Цири, были рассчитаны на мальчиков.

## Ведьмачьи способности
- Сверхбыстрая реакция.
- Бо́льшая чем у обычных людей сила и скорость.
- Полный контроль над дыханием и сердцебиением.
- Возможность управлять зрачком

Ведьмак, в отличие от человека, имеет не круглый, а вертикальный зрачок, как у кошки. Эта особенность даёт возможность видеть в темноте и защищаться от яркого света.
- Способность к ускоренной регенерации

Возможность выживать после тяжелейших ран, смертельных для обычных людей.
- Иммунитет к большинству известных болезней и токсинов.
- Замедленное старение

События, описанные в книге, происходят на протяжении примерно двадцати лет, за это время ведьмак почти не меняется внешне. Это свойство ведьмачьего организма упоминается в книге «Кровь эльфов» применительно к ведьмаку Весемиру, другу, учителю и приёмному отцу Геральта.
- Ограниченные магические способности

Магические способности ведьмаков несколько отличаются от способностей чародеев. Ведьмаки используют «Знаки», потому что для их использования не нужно знать магическую формулу, достаточно лишь усилия воли и жеста. Однако в первых книгах цикла Геральт нашёптывает заклинания вслух.
- Отличный слух и обоняние.

### Боевые способности
Ведьмаки считаются одними из лучших фехтовальщиков своего мира. Об их искусстве владения мечом в мире, созданном Анджеем Сапковским, ходят легенды, чаще всего имеющие под собой реальные основания.

— Не верю, чтобы Геральт из Ривии мог встретить кого-то совершеннее себя. Мне довелось видеть, как ведьмак владеет мечом. Он прямо-таки нечеловечески быстр…
— Кровь эльфов, глава 1

«Вы скажете, что ведьмак никогда не бывает беззащитным? Что это обученный любому виду боя мутант, который в два раза сильнее и в десять раз быстрее нормального человека. Который трёх вооружённых бандитов вмиг раскидал по земле дубовой бондарной клепкой? Что вдобавок он владеет магией, своими Знаками, которыми защищается вполне нехило? Это правда. Но меч это меч. Сколько раз он мне повторял, что без меча чувствует себя голым. Так вот, я добыл ему меч»
— Сезон гроз, интерлюдия в главе 9
Фехтование по-ведьмачьи представляет собой некую смесь, сплав различных школ. За основу школы боя ведьмаков, если проанализировать сцены схваток в Саге, взяты реальные исторические школы фехтования. В большинстве своем боевое искусство ведьмаков представлено элементами старинной самурайской техники кэндзюцу, с уклоном в методики более современных школ кэндо Итто-рю и Мунэн-мусо-рю (Итто-рю — техника сведения боя к одному удару, Мунэн-мусо-рю — работа мечом на рефлекторном уровне, когда боец «отпускает» собственное сознание и тело само решает, какое действие мечом ему предпринять в том или ином случае). Часто встречается описание работы кистью, что весьма характерно для дальневосточных школ фехтования.
Однако есть и ощутимая разница: ведьмаки очень редко, а по сути, практически никогда не используют ритмичных движений, наоборот, предпочитают «рваный», кажущийся беспорядочным, ритм, в то время как в кэндо ученики в обязательном порядке практикуют кэндо ката — комплекс движений, совершаемых в определённой последовательности и по чётко определённой схеме. Справедливо будет предположить, что ведьмаки обучаются рваному ритму боя для того, чтобы впоследствии успешно противостоять атакам крупных и сильных монстров, действия которых предсказать весьма сложно, в отличие от человеческих. Ярким примером этому является эпизод обучения Цири в Каэр Морхен:

— Нет такого понятия, как честный бой. В бою используют любое преимущество и любую возможность. Отступая, ты позволила мне вложить в удар большую силу.
— …расстояния между маятниками задуманы так, чтобы создать неритмичное движение. Это бой, Цири, не балет. В бою нельзя двигаться ритмично. Ты должна движением сбивать противника, обманывать его, мешать ему.
— Кровь эльфов, глава 3
Хотя в мире Сапковского достаточно и людей, и представителей других рас, мастерски владеющих различными видами оружия (Золтан Хивай, Лео Бонарт, Белая Райла, Ренфри, Исенгрим Фаоильтиарна, Эредин Бреакк Глас), ведьмаки всё же занимают в этой области собственную нишу. Их уникальные навыки боя базируются не только на многолетних тренировках, но и на полученных в результате мутаций (на порядок усиленная скорость реакций и другие) способностях, которые обычным людям зачастую кажутся невероятными.

— А командир, который на всё смотрел, сбледнул с лица и тихо проговорил солдатам, что энто не иначе как чары магические либо эльфьи фокусы и что обыкновенный человек так быстро мечом махать не сумеет…
— Час Презрения, глава 1
Благодаря своему мастерству, в поединках один на один или в схватках с небольшой группой противников ведьмаки практически никогда не проигрывают. Однако из этого правила есть исключения — Геральт, по праву нося статус одного из сильнейших фехтовальщиков, при первом столкновении с магом-ренегатом Вильгефорцем едва не погиб, получив несколько тяжёлых травм. В бою с Геральтом чародей, (возможно с применением магии) с помощью стального стержня, усиленного заклинанием, показал высочайший класс фехтования. В ходе поединка Геральт четыре раза пытался нанести удары, которые стали бы смертельными для любого другого противника, но не для Вильгефорца — последний без труда парировал все четыре атаки.
Кроме искусного владения холодным оружием, ведьмаки известны также мастерством рукопашного боя. Из описаний сцен рукопашных схваток в Саге о ведьмаке можно сделать вывод, что Геральт отлично владеет искусством боя без оружия, более всего напоминающим айкидо или джиу-джитсу. В польской экранизации «Ведьмака» боевая хореография подобных сцен очень точно отражает навыки Геральта, как рукопашника, описанные в первоисточнике. Возможно, поэтому для съемок в качестве консультантов были приглашены именно специалисты по айкидо.

### Магические способности
В отличие от боевых навыков, магические навыки ведьмаков весьма ограничены. По большей части их магическая подготовка сведена к теоретическим основам магии, в особенности по части магических проклятий и порчи, в том числе методов её снятия. Также ведьмаки весьма осведомлены о магических способностях различных монстров, своих потенциальных противников, и методах противодействия им.
Практические способности ведьмаков, в большинстве случаев, сведены к использованию Знаков — особых магических формул, для которых не требуется большой магический потенциал. Известно, что Цири, в отличие от ведьмаков, несмотря на свои врожденные силы(которые были ей не подвластны), по каким-то причинам, не могла использовать Знаки.
В книгах упоминаются следующие знаки:
- Знак Аард — («Аард» со Старшей Речи переводится как «верхний» или «высший») обрушивает на противника волну психокинетической энергии, сбивая его с ног[4]. Основан на элементе Воздуха.
- Знак Аксий — используется для психического влияния на цель. Успокаивает, облегчает внушение, иногда даже позволяет временно подчинить цель своей воле. Основан на элементе Воды[5].
- Знак Гелиотроп — в книгах используется для смягчения ударов[5]. Помимо книг, в серии игр появляется только в «Ведьмак 2 Убийцы королей», где замедляет движение врагов в определённой области.
- Знак Игни — поджигает цель. Может использоваться даже вслепую[5]. Основан на элементе Огня.
- Знак Ирден — в серии игр имеет разное применение: В «первом» «Ведьмаке» используется как наземная ловушка, наступив в область которой, из земли на врага вылезет множество длинных тонких шипов. Во второй части серии Знак упрощён до статичного энергетического шара, обездвиживающего и ранящего врагов. Так же используется как магическая ловушка для привидений и духов в игре «Ведьмак 3 Дикая охота». В той же игре, может замедлять врага, делая его более уязвимым. Считается что этот Знак основан на самой Сути Магии. В рассказе «Ведьмак» из книги «Последнее желание» из-за ошибки переводчика называется Ирген и используется, как магический замок.
- Знак Квен — создаёт магический заслон, поглощающий часть урона, предназначенного ведьмаку. Используется как своеобразный щит. Основан на элементе Земли.
- Знак Сомн — знак, упоминающийся только в последнем романе саги. Заставляет противника впасть в замешательство, а в некоторых случаях — уснуть.

## Снаряжение Ведьмаков
Традиционно ведьмаки вооружены двумя мечами — серебряным и стальным. В ножнах за спиной обычно носится стальной меч, серебряный же (у Геральта хранящийся в ножнах чёрного цвета, покрытых эмалью) приторочен к седлу и вынимается ведьмаком лишь при подготовке к выслеживанию и схватке с чудовищем. Стальной меч Геральта, по его словам, был выкован из упавшего метеорита. Стальной меч используется в схватке с людьми (или же представителями Старших Народов), серебряный — против чудовищ. Однако сам Геральт немного расширяет этот принцип:

Недоброжелатели болтают, будто серебряный — против чудовищ, а стальной — против людей. Это, конечно, неправда. Есть чудовища, которых можно сразить только серебряным клинком, но встречаются и такие, для которых смертельно железо. Не любое железо, а только то, которое содержится в метеоритах.
— Последнее желание, Глас рассудка IV
Мечи самого Геральта подробно описаны в романе «Сезон Гроз»:

Меч из стали сидеритовой, полной длины в сорок с половиной дюймов, клинок — длиной в двадцать семь с четвертью. Вес тридцать и семь унций. Рукоять и эфес простые, но элегантные.
Второй меч, сходной длины и веса, серебряный. Частично, конечно; чистое серебро слишком мягкое, чтобы хорошо его наточить. На клинке — магические глифы, по всей длине вытравлены рунические знаки.
Эксперты Пираля Пратта не сумели их прочесть, тем самым вызывая сомнение в своих знаниях. Древние руны складывались в надпись: Dubhenn haern am glandeal, morch am fhean aiesin. «Мой блеск разрежет тьму, мой свет развеет мрак».
— "Сезон Гроз", глава 20
Поскольку серебряный меч служит для боя с монстрами, многие из которых обладают врожденными магическими способностями — ножны для серебряного меча также покрыты руническими знаками.
Оба меча выдаются ведьмакам в тот день, когда после окончания обучения они покидают Каэр Морхен и «выходят на большак». В тех случаях, когда ведьмак теряет своё оружие по той или иной причине, он может вернуться в Каэр Морхен за новым. С другой стороны, потеря клинков, в результате кражи или грабежа считается большим позором и большинство ведьмаков предпочитает вернуть утерю самостоятельно, чем вернуться в крепость и стать посмешищем для своих коллег. Но по большому счету, мечи для ведьмаков — не более чем инструмент, и в случае их утраты в более достойных обстоятельствах ведьмак вполне может самостоятельно заменить их новыми. Так, например, стальной меч Геральта был переломлен в схватке с Вильгефорцем, и впоследствии ведьмак без особых переживаний нашел ему замену, оказавшуюся даже на порядок лучше его старого меча — махакамский сигилль, выкованный по древней краснолюдской технологии. Серебряный меч, согласно событиям саги, Геральт добывать не стал, так как отказался от ведьмачьей деятельности, однако в серии игр по мотивам саги, вернувшись к уничтожению монстров, приобрел новый серебряный меч.
Помимо двуручных мечей ведьмаки не пренебрегают и другими доступными видами оружия, вроде ножей или кинжалов. Также, в играх, Геральт может активно использовать изготовленные им бомбы, которые наносят повреждения или ослепляют противника и специальные масла для оружия, увеличивающие повреждения или вызывающие болевой шок. В книжной серии масла и бомбы не фигурируют.
Для усиления своих способностей ведьмаки используют особенные эликсиры. Их рецепты передаются от одного ведьмака к другому. Нападение фанатиков на Каэр Морхен, результатом которого стала в том числе и гибель представителей Школы, владеющих методикой изготовления эликсиров, произошло задолго до начала Саги, однако кроме самих ведьмаков, эти эликсиры способны составлять и обычные люди, имеющие необходимые навыки и знания. Так, например, после схватки со стрыгой и длительного лечения в Элландере настоятельница храма богини Мелитэле, мать Нэннеке, в конце «Последнего желания» сообщила Геральту перед его отъездом, что она пополнила его запас эликсиров. Из чего можно сделать вывод, что ей хорошо известны рецептуры зелий, используемых ведьмаками.
Эликсиры чрезвычайно ядовиты и смертельны для обычных людей, не обладающих ведьмачьей сопротивляемостью к ядам. Существуют различные эликсиры и снадобья. В книгах Сапковского упоминается только о «Белой чайке» (что-то наподобие расслабляющего напитка для ведьмаков), «Чёрной чайке» (сильный ведьмачий галлюциноген) и «Иволге» (мощное противоядие, выводящее из организма яды и токсины). В серии игр эликсиры представлены более широко.

## Ведьмачьи школы

### Школа Волка
Ведьмачья школа, к которой принадлежит Геральт из Ривии. Располагается в крепости Каэр Морхен в Северном Каэдвене. После падения крепости и гибели большинства ведьмаков школу возглавил единственный из выживших наставников — Весемир.
Ведьмаки школы Волка ориентированы на бой полутораручными мечами.
Известные представители:
- Геральт из Ривии;
- Весемир;
- Эскель;
- Ламберт;
- Адон из Каррераса;
- Лео;
- Койон; (предположительно)
- Беренгар.

### Школа Кота
Школа имеет плохую репутацию, поскольку многие из её представителей отличались жестокостью, садизмом, вероломством и фактически перестали быть ведьмаками, предпочитая работу наёмников и убийц. Данная школа могла быть домом для ведьмаков чей процесс мутаций в силу своего несовершенства прошёл не совсем гладко нарушив их психическое здоровье. Существует теория, что все ведьмаки Школы Кота отчасти являются эльфами, и в связи с этим процесс их мутаций не проходил должным образом, как у людей делая из мальчиков несовершенных ведьмаков. За это ведьмаков-котов прозвали «Ославленные коты». Предположительно специализировались на бое одноручными или полуторными мечами, а также использовании стрелкового оружия.
Известные представители:
- Бреген (Кот из Йелло);
- Айден;
- Лександр;
- Койон; (предположительно)
- Гаэтан;
- Гезрас из Лейды (Карта в Гвинт)[7];

### Школа Грифона
Ведьмачья школа, появившаяся в графических романах (комиксах). Хотя школа никогда не была подробно описана, она упоминается, когда Лео Бонарт показывает свои трофеи — там были кошачий, волчий и грифоний медальоны.
В «Ведьмак 3: Дикая Охота» доступны доспехи школы Грифона, ориентированные на усиление знаков.
Известные представители:
- Георг из Кагена (он же «Убийца драконов»);
- Джером Моро;
- Койон; (предположительно)
- Эрланд из Лаврика (Карта в Гвинт)[7];
- Кельдар (Карта в Гвинт)[7];

### Школа Змеи
В книгах не упоминается, впервые появляется в игре «Ведьмак 2: Убийцы королей». Предположительно располагалась где-то на территории Нильфгаардской Империи.
Известные представители:
- Лето из Гулеты;
- Эган;
- Зеррит;
- Безымянный ведьмак
- Ивар Злобоглаз (Карта в Гвинт)[7];
- Кольгрим (Карта в Гвинт)[7];
- Варрит Всевидящий (Карта в Гвинт)[7];

### Школа Медведя
В книгах не упоминается, впервые фигурирует в игре «Ведьмак 3: Дикая Охота». Предположительно, располагалась на островах Скеллиге. Судя по игровой броне, ведьмаки-медведи делали ставку на тяжелую броню и оружие. Также в игре доступны арбалеты этой школы.
Известные представители:
- Герд;
- Юнод из Бельхавена;
- Иво из Бельхавена;
- Арнагад (Карта в Гвинт)[7];

### Школа Мантикоры
В книгах не упоминается, введена в дополнении «Ведьмак 3: Дикая Охота — Кровь и вино». Располагалась в Зеррикании. Известно, что ведьмаки были более устойчивы к ведьмачьим эликсирам, чем другие ведьмаки школ. Известные представители:
- Мертен.
- Владимеж из Новиграда.